# Sándor Képíró
Sándor Képíró (ur. 18 lutego 1914, zm. 3 września 2011) – węgierski domniemany zbrodniarz wojenny, były kapitan żandarmerii, oskarżony o zbrodnie wojenne w Serbii w 1942 roku. Według Centrum Wiesenthala jest odpowiedzialny za masakrę 1200 osób, głównie Żydów, Romów i Serbów, zamordowanych 23 stycznia 1942 r. w Nowym Sadzie.
Osądzony i skazany wraz z 14 innymi oficerami przez sąd wojskowy w 1944 roku, po kilku tygodniach więzienia został zwolniony przez faszystowskie władze, wyrok anulowano i przywrócono mu stopień wojskowy. Następnie uciekł do Argentyny. W 1946 r. został skazany zaocznie na 14 lat więzienia przez komunistyczne władze Węgier.
W 1996 roku powrócił do ojczyzny, mieszkał w Budapeszcie. Dzięki staraniom Centrum Wiesenthala, 5 maja 2011 r. Sándor Képíró ponownie stanął przed sądem. Nie przyznał się wówczas do postawionych mu zarzutów i został uniewinniony z braku dowodów.